# Oktjabr'skij (Oblast' di Mosca)
Oktjabr'skij (in russo Октябрьский?) è una cittadina della Russia europea centrale, situata nell'oblast' di Mosca. Apparteneva amministrativamente al Ljubereckij rajon.
Sorge nella parte centro-meridionale dell'oblast', pochi chilometri a sudest del territorio della città di Mosca.